# Талды-Булак (Чуйская область)
Талды-Булак (Талдыбулак) — село в Чуйской области Кыргызстана.

## Описание
Село находится в предгорьях Тянь-Шаньского хребта на севере Кыргызстана. Расстояние (по прямой) до столицы (Бишкек) около 55 км, до границы с Казахстаном — около 30 км. Недалеко от села находится крупное золоторудное месторождение «Талды-Булак—Левобережный».

## Известные люди
- Киргизский писатель Джаманкул Дженчураев.[3]